# Mary Queeny
Mary Queeny, all'anagrafe Mary Boutros Younis Dagher (in arabo هند رستم‎?; Tannourine, 16 novembre 1913 – Il Cairo, 25 novembre 2003), è stata un'attrice e regista egiziana. Nipote di Assia Dagher (1908-1986) attrice e produttrice cinematografica e di Assad Dagher famoso giornalista dell'Al-Ahram, moglie dell'attore e regista Ahmad Galal (1887-1947), madre del regista Nader Galal (1941-2014) e nonna del regista Ahmad Nader Galal (1974- ), Mary Queeny è stata una pioniera dell'industria cinematografica araba.

## Biografia
Mary Boutros Younis Dagher nacque il 16 novembre 1913 a Tannourine da una famiglia cristiano-libanese, alla morte del padre si trasferì con sua madre e sua zia Assia Dagher (1908-1986) al Cairo, dove negli anni '30 acquisì la nazionalità egiziana. A 12 anni decise di volersi chiamare Mary Quenny e nel 1929 iniziò a lavorare nel cinema prima come attrice (tra le prime a recitare senza velo) poi nel montaggio, in un film del suo futuro marito Ahmed Galal. I due si sposarono nel 1940 e fondarono il Gala Studios, uno dei più importanti studios cinematografici dell'epoca d'oro del cinema del Medio Oriente, con i primi laboratori di pellicola cinematografica a colori (Cinemascope). Venduto nel 1963 alla Misr Company e poi acquisito negli anni '70 dal regista Yusuf Shahin col nome di Misr International Films.
Mary Queeny, Assia Dagher, Aziza Amir (1901-1952), Behidja Hafez (1908-1983), Fatma Rouchdi (1908-1996) ed Amina Mohamed (1908-1985) sono considerate le sei pioniere donne del cinema arabo

## Filmografia parziale

### Attrice
- Waghs al-damir, regia di Ibrahim Lama (1932)
- Banknote, regia di Ahmad Galal (1936)
- Bint el-Basha el-Mudir, regia di Ahmad Galal (1938)
- Fatat -moutamareda, regia di Ahmad Galal (1940)
- Rabab, regia di Ahmad Galal (1942)
- Omm el Saad, regia di Ahmad Galal (1947)
- El zouja el saba, regia di Ibrahim Emarah (1950)
- Nisa'a bila -rigal, regia di Ibrahim Emarah (1953)